# 高福寺 (中津川市)
高福寺（こうふくじ）は岐阜県中津川市落合にある阿弥陀如来を本尊とする浄土宗知恩院の末寺。山号は中央山。恵那新四国八十八ヶ所四十番。

## 歴史
寺伝には満蓮社円誉の開山とあり、天文12年(1543年)7月に入寂と記されている。
開基施主は、当時、落合宿村で問屋と庄屋を兼ねていた市岡喜平次である。
開山以来、四回の新改築を経て今日に至っている。
元禄5年(1692年)、十一世大蓮社廓誉が本堂改新築。　
寛政9年(1797年)、十五世緑蓮社啓誉が再び本堂を改築。
文政5年(1822年)当時は寺内は籔林も含めてニ町四方あり、その内の三反畝が除地であった。
天保元年(1830年)、梵鐘を再鋳造するが、昭和の太平洋戦争時に供出した。
明治32年(1899年)、三たび改築。
昭和47年(1972年)、現在の梵鐘を新鋳し、昭和54年(1979年)、現在の本堂に改新築した。

### 寺宝
享保4年(1719年)、本尊の阿弥陀如来が造立され、
寛保3年(1743年)、脇侍の観世音菩薩・勢至菩薩が造立されて、阿弥陀三尊となっている。仏師は木曽福島の住作内重兵衛で、十二世の勝蓮社長誉により開眼された。
なお、それ以前の本尊仏も残されている。恵心作と伝えられる阿弥陀如来立像、観音・勢至両菩薩がそれである。
その他、法然と善導の像があり、地蔵尊と弁財天の像も安置している。
元禄13年(1700年)には、狩野派の筆による大捏槃図(縦250cm・横180cm)が、施主加納勘右衛門により寄進されている。
堂内には西国三十三ヶ所の観音像33体と弘法大師像が安置されている。

## 境内
- 境内中央には樹齢500年前後の老松がある。根廻り3m20cm、高さ10m程度であり「臥龍の松」と呼ばれている。
- 境内入口には2本の緋寒桜があり、1本は根廻り2m30cm、高さ16m程度で、もう1本は根廻り1m30cm、高さ12m程度である。
- 西側には聖徳太子を祭る石造の祠があり「筆塚」と呼ばれている。
- 福蔵稲荷も祭られ、奉納版木には文政8年(1825年)十七世の法蓮社教誉により造立、豊川稲荷を神体として勧請したと記されている。年に1度、祈願祭が催される。
- 玉依姫や、恵那新四国八十八ヶ所四十番の弘法大師像を祀る。
- 文化14年(1817年)の徳本上人による南無阿弥陀佛の名号碑がある。
- 蚕農講を設立した塚田彌左衛門の顕彰碑がある。